# Éric Benoit
Éric Benoit es profesor de literatura francesa en la Universidad Bordeaux-Montaigne, donde dirige el Centro de investigación sobre la modernidad literaria (“ Modernités "). Fue elegido miembro del Instituto universitario de Francia (IUF) en 2022.

## Trayectoria
Profesor de la Escuela Normal Superior (ENS) de la rue d'Ulm de París en 1982, tres años más tarde fue agregado de Letras modernas. Durante el curso 1986-1987 enseñó en la Universidad de Columbia de Nueva York como profesor asistente (teaching assistant). En 1990 defendió su tesis doctoral “ Mallarmé y el misterio del libro »  en la Universidad de París VII, bajo la dirección de Julia Kristeva.
Posteriormente enseñó literatura francesa en la Universidad de Burdeos 3, primero como profesor (maître de conférences) entre 1994  y 2001, para ser professeur des universités desde 2001.
Ha realizado estancias e investigaciones sobre literatura en universidades chinas y japonesas, en particular en la Universidad de Wuhan (China) y en la Universidad de Iwate, en Morioka (Japón).

### Investigaciones
Especialista en poesía de los siglos XIX y XX, en particular sobre la obra de Mallarmé ha profundizado en autores como Georges Bernanos o Edmond Jabès. Sus trabajos reflexionan sobre las paradojas, las contradicciones y las aporías de la literatura, desde el punto de vista de la modernidad, en particular, sobre las nociones de júbilo y energía en la literatura.
Desde 2010 dirige el Centro "Modernités" (Centro de investigación sobre la modernidad literaria), y la colección Modernités, publicada por la Universidad de Bordeaux.  
Fue director de la Unidad de Investigación TELEM de 2015 a 2022. En 2022 fue nombrado miembro del Instituto universitario de Francia (IUF).

## Obras
- Mallarmé et le Mystère du « Livre », 452 p., Éditions Champion, 1998.
- Les Poésies de Mallarmé, 128 p., Éditions Ellipses (collection « Du mot à l’œuvre »), 1998.
- Écrire le cri : Le Livre des Questions d’Edmond Jabès. Exégèse, 192 p., Presses Universitaires de Bordeaux, 2000.[8]
- De la crise du sens à la quête du sens (Mallarmé, Bernanos, Jabès), 154 p., Éditions du Cerf, 2001.
- Néant sonore. Mallarmé ou la traversée des paradoxes, 225 p., Éditions Droz, 2007.
- La Bible en clair, Éditions Ellipses, 2009.
- Bernanos. Littérature et théologie, Éditions du Cerf, 2013.
- Dynamiques de la voix poétique, Éditions Classique Garnier, 2016.
- Obstinément la littérature, Éditions Droz, 2018.
- Les différences ethniques et religieuses dans la littérature. De Montaigne à Le Clézio, Éditions Euredit, 2018.
- Edmond Jabès et les chemins de l'écriture, Éditions Eurédit, 2020.
- De la littérature considérée comme énergie, Éditions Eurédit, 2022.